# 専門学校トヨタ東京自動車大学校
トヨタ東京自動車大学校（トヨタとうきょうじどうしゃだいがっこう、英語: Toyota Technical College Tokyo）は、東京都八王子市にあるトヨタ自動車系列の自動車整備に関する専門学校（専修学校）で、運営主体は学校法人トヨタ東京整備学園。通称「トヨタ東自大」「トヨタ学園」。

## 概要

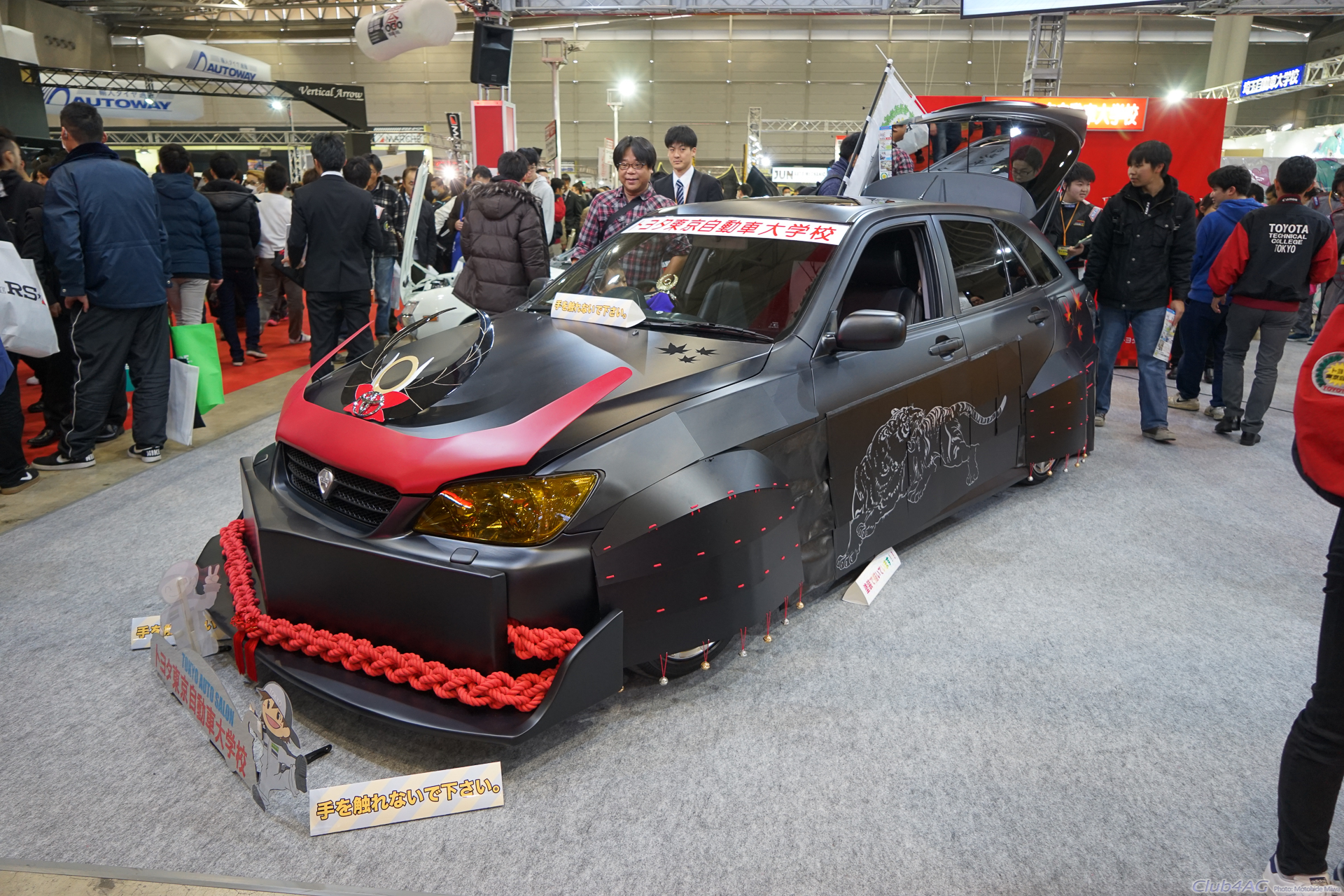
東京オートサロン2019で制作された車両（トヨタ・アルテッツァジータ）

1954年、日本自動車学校整備科として立川市に設立し、1971年に八王子市へ移転。1983年より男女共学となり、2004年に現在の校名へ改称。
1級自動車科（4年制）、自動車整備科（2年制）、国家2級自動車整備士取得後の上級課程として1級専攻科（2年制）、スマートモビリティ科（2年制）、ボデークラフト科（1年制）、ボデークラフト研究科（1年制）、トヨタセールスエンジニア科（2年制）、留学生を対象とした国際整備科（3年制）を有する。卒業者にはトヨタサービス技術検定3級の取得資格、国家1級と2級自動車整備士の受験資格実技試験免除が得られる。
現在のトヨタ自動車代表取締役会長である豊田章男が社長就任前まで理事長を務めていた（当時副社長）。2020年6月現在の理事長は横山裕行、校長は上田博之。本校の特色の一つとして、教師陣の大半が本校の卒業者ということが挙げられる。
神戸と名古屋にも系列校があるため、東日本出身の学生が多い傾向にある。

## 系列校
- 専門学校トヨタ名古屋自動車大学校（学校法人トヨタ名古屋整備学園）
- 専門学校トヨタ神戸自動車大学校（学校法人トヨタ神戸整備学園）